# Polyrhachis yorkana
Polyrhachis yorkana är en myrart som beskrevs av Auguste-Henri Forel 1915. Polyrhachis yorkana ingår i släktet Polyrhachis och familjen myror. Inga underarter finns listade i Catalogue of Life.